# Vauchamps (Marne)
 Vauchamps  es una población y comuna francesa, en la región de Champaña-Ardenas, departamento de Marne, en el distrito de Épernay y cantón de Montmirail.

## Demografía
| 245 | 260 | 245 | 250 | 241 | 258 |
| Para los censos de 1962 a 1999 la población legal corresponde a la población sin duplicidades (Fuente: INSEE [Consultar]) |     |     |     |     |     |